# Loreto-di-Tallano
Loreto-di-Tallano é uma comuna francesa na região administrativa de Córsega, no departamento de Córsega do Sul. Estende-se por uma área de 6,93 km². 